# 北区立としま若葉小学校
北区立としま若葉小学校（きたくりつとしまわかばしょうがっこう）は、東京都北区豊島5丁目にある公立小学校。

## 概要
- 本校は、東京都北区立学校第二次（平成14年度）適正配置方針に基づき、2002年（平成14年）4月1日、豊島東小学校と豊島西小学校を統合し、開校した[2]。

## 沿革
- 2002年（平成14年）
  - 4月1日 - 開校。
  - 11月22日 - 開校記念式典挙行。
- 2003年（平成15年）11月22日 - 開校2周年植樹。
- 2006年（平成18年）6月15日 - 校庭の人工芝工事終了。
- 2007年（平成19年）3月8日 - 屋上緑化工事終了。
- 2008年（平成20年）4月30日 - 普通教室冷暖房機設置工事終了。
- 2012年（平成24年）10月27日 - 創立10周年記念式典挙行。
- 2015年（平成27年）4月1日 - 東京都教育委員会オリンピック・パラリンピック教育推進校。
- 2017年（平成29年）
  - 4月1日 - 通学区域変更実施し、本校の通学区域は、豊島5丁目（全域）と豊島6丁目（8番以降）になる[3]。
  - 7月1日 - 校庭ミストシャワー設置工事終了。
- 2018年（平成30年）
  - 3月1日 - 校舎内トイレ洋式化工事終了。
  - 12月18日 - 学校ビオトープ完成。
- 2020年（令和2年）
  - 3月2日 - この日から3月23日まで、新型コロナウイルス感染防止のため、臨時休校となる。
  - 4月7日 - この日から5月31日まで、新型コロナウイルス感染防止のための臨時休校となる。
  - 6月1日 - この日から6月12日まで、新型コロナウイルス感染防止のため、分散登校実施。
- 2022年（令和4年）11月19日 - 創立20周年記念式典挙行。

## 教育目標
- 思いやる子 - 相手の立場や意見を尊重し、友達を大切にする子
- 考える子 - すすんで学び、自ら調べたり、友達と話し合ったりしながら課題を解決する子
- がんばる子 - 困難にくじけず、あきらめずに最後までやり遂げる子
- すこやかな子 - すすんで登校し、よく学び、よく働き、よく遊び、心も体も元気な子

## 通学区域
出典
- 豊島5丁目（全域）
- 豊島6丁目（8番以降）

## 進学先中学校
出典
公立中学校に進学する場合
- 北区立明桜中学校

## アクセス
- 都営バス「王40甲」・「王40丙」・「王57」・「東43」の各系統で、「豊島五丁目団地」バス停下車後、徒歩3分。
- 東日本旅客鉄道（JR東日本）京浜東北線・東京メトロ南北線の王子駅および都電荒川線の王子駅前停留所から、上述の都営バスに乗車し、「豊島五丁目団地」バス停下車後、徒歩。
- JR各線・東京メトロ丸ノ内線の東京駅丸の内北口・東京都交通局日暮里・舎人ライナーの江北駅から、上述の都営バス「東43」に乗車し、「豊島五丁目団地」バス停下車後、徒歩。
  - なお、「東43」は、途中JR山手線・京浜東北線の田端駅前と、東京メトロ丸ノ内線・都営地下鉄大江戸線の本郷三丁目駅前を経由する。
- 東武伊勢崎線（東武スカイツリーライン）・東武大師線の西新井駅から、都営バス「王40甲」のバスに乗車し、「豊島五丁目団地」バス停下車後、徒歩。
- JR各線の赤羽駅東口から、上述の都営バス「王57」で、終点「豊島五丁目団地」バス停下車後、徒歩。
- JR・私鉄・地下鉄各線の池袋駅東口から、上述の都営バス「王40甲」に乗車し、「豊島五丁目団地」バス停下車後、徒歩。
  - なお、池袋駅東口から豊島五丁目団地経由王子駅前行には、「深夜02」のバスも運行するが、学校解放外の時間帯の運行となる。

## 学校周辺
- 東京都北区文化芸術活動拠点ココキタ - 敷地が隣接。
- 豊島北スポーツ多目的広場 - 「ココキタ」敷地内
- 北区こども表現スクールALOHA - 「ココキタ」と同一建物
- 北区立豊島北保育園 - 北区道をはさんで、敷地が隣接。なおかつ、進級前保育園のひとつ。
- UR都市再生機構豊島五丁目団地
  - なお、学校に一番近いのは、2号棟となる。
- 豊島五丁目団地広場 - 豊島五丁目団地内
- 東豊島公園 - 豊島五丁目団地内
- 北豊島団地内郵便局
- ダイエー豊島団地店
- 佐川急便赤羽営業所豊島5丁目サービスセンター
  - なお、豊島団地やダイエー豊島団地内には、東豊島公園以外の公園・緑地や店舗などがある。
- リョービ東京支社 - 北区道をはさんで、敷地が隣接。
- 隅田川
  - 新豊橋
- また、学校周辺には、UR豊島五丁目団地以外のマンション・アパートも点在する。